# فلاديمير غوردليفسكي
فلاديمير ألكساندروفيتش غوردلفسكي (1876 - 1956) (بالروسية: Владимир Александрович Гордлевский) هو مستشرق سوفيتي، متخصص في اللغة التركية، وأدب وفولكلور وتاريخ تركيا، وأستاذ في جامعة موسكو الحكومية، وأكاديمي في الأكاديمية الروسية للعلوم.